# De Havilland DH.50
O de Havilland DH.50 foi um avião comercial biplano britânico construído na década de 1920 pela de Havilland no Aeródromo de Stag Lane, Edgware, produzido também sob licença na Austrália, Bélgica e Checoslováquia.

## História
No início da década de 1920, Geoffrey de Havilland percebeu que as aeronaves que estavam sobrando no pós-guerra precisariam ser substituídas, então sua empresa desenhou um biplano com uma cabine para quatro passageiros, o DH.50, aproveitando-se da experiência que obteve com o DH.9 O primeiro DH.50 (matriculado G-EBFN) voou em agosto de 1923 e foi usado por alguns dias por Alan Cobham, para vencer um prêmio de confiabilidade durante voos de teste entre Copenhaga e Gotemburgo. 
Apenas 17 aeronaves foram construídas pela de Havilland; o restante foi produzido sob licença. As diferentes aeronaves tinham uma ampla opção de motores.
Em 1924, Cobham venceu a corrida aérea Copa do Rei (em inglês:  King's Cup) no G-EBFN, mantendo uma velocidade média de 171 km/h (92,3 kn). Cobham fez vários voos de longo alcance com o protótipo até que recebeu uma segunda aeronave. Esta aeronave (matriculada G-EBFO) utilizava o motor Armstrong Siddeley Jaguar, surgindo então o DH.50J. Cobham voou com a aeronave por uma distância de 25 750 km (13 900 m.n.) do Aeroporto de Croydon a Cidade do Cabo, entre novembro de 1925 e fevereiro de 1926. A aeronave foi posteriormente equipada com dois flutuadores (produzidos pela Short Brothers em Rochester) para um voo de pesquisa na Austrália em 1926. No voo da Inglaterra para a Austrália, o engenheiro de Cobham (A. B. elliot) foi atingido e morto quando sobrevoavam o deserto entre Bagdá e Baçorá. Foi então substituído pelo Sargento Ward, um engenheiro da Força Aérea Real que recebeu permissão para juntar-se no voo. Também em 1926, um DH.50A com flutuadores foi usado no primeiro voo internacional realizado pela Real Força Aérea Australiana. O Chefe do Grupamento, o Capitão Richard Williams e outros dois membros da tripulação voaram durante três meses por uma distância de 16 093 km (8 690 m.n.), de Point Cook às Ilhas do Pacífico.

### Produção sob licença
A aeronave tornou-se popular na Austrália e a de Havilland permitiu ser produzida sob licença neste país, levando a serem construídas 16 aeronaves. A Qantas construiu quatro DH.50A e três DH.50J, enquanto a Western Australian Airlines construiu três DH.50A e a Larkin Aircraft Supply Company construiu um DH.50A. A SABCA produziu três DH.50A em Bruxelas, Bélgica e a Aero construiu sete em Praga, na então Checoslováquia. O DH.50 da Qantas produzido na Inglaterra (G-AUER/VH-UER) foi modificado em Longreach, Queensland, para suprir a necessidade australiana na Australian Inland Mission como ambulância aérea. A aeronave foi chamada de Victory' pelo Rev. J Flynn, sendo a primeira aeronave utilizada no Royal Flying Doctor Service.

## Variantes

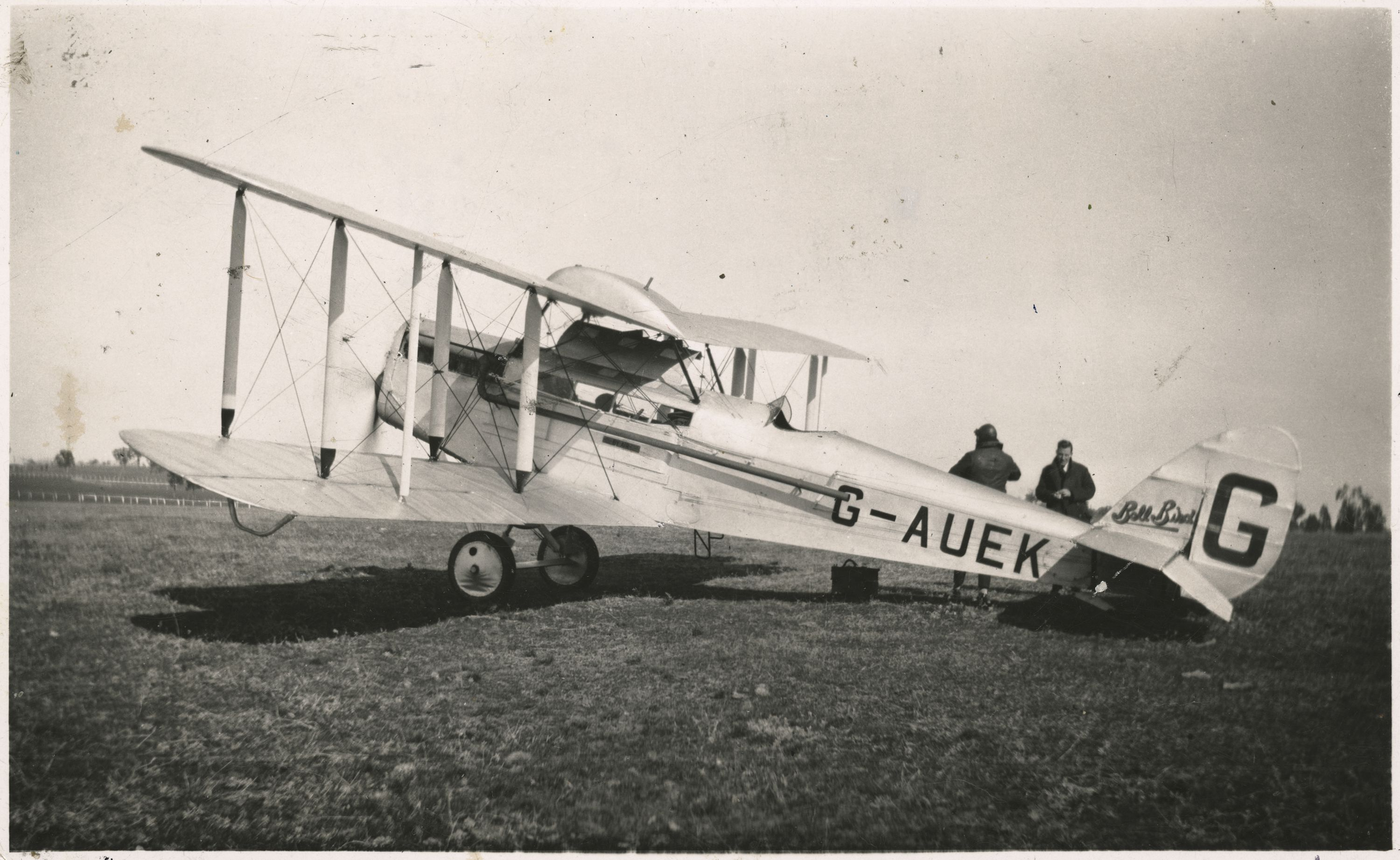
DH.50A Bell Bird (G-AUEK)

- DH.50: avião comercial biplano monomotor.
- DH.50A: motorizado com um Siddeley Puma de 240 hp (179 kW).
- DH.50J: frota da Qantas produzida na Austrália com um motor radial Bristol Jupiter Mk IV de 450 hp (336 kW). Outros motores radiais foram instalados em outras aeronaves da série DH.50J.[4]

## Operadores
- Austrália
  - Australian Aerial Services Ltd
  - Holdens Air Transport
  - Qantas
  - Rockhampton Aerial Services Ltd
  - Real Força Aérea Australiana[2]
  - West Australian Airlines Ltd

- Bélgica
  - Sabena

- Checoslováquia
  - ČSA

- Iraque

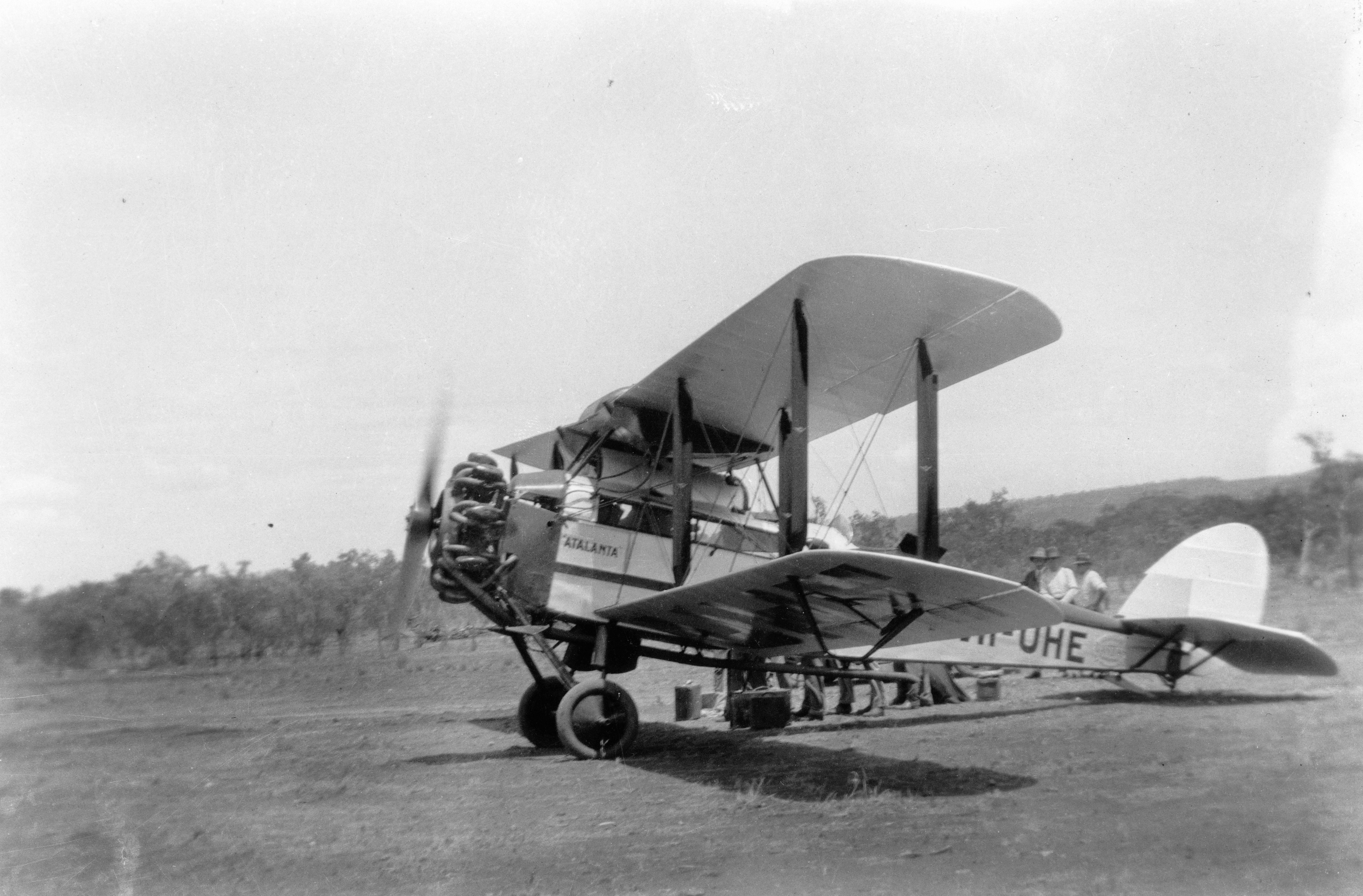
DH.50J Atalanta da Qantas (VH-UHE)

  - Iraq Petroleum Transport Company Ltd

- Nova Zelândia
  - Força Aérea Real da Nova Zelândia

- Reino Unido
  - Air Taxis Ltd
  - Brooklands School of Flying Ltd
  - Imperial Airways Ltd
  - North Sea Aerial and General Transport Company Ltd
  - Northern Air Lines Ltd